# SN 2009nw
SN 2009nw – supernowa typu IIn odkryta 18 grudnia 2009 roku w galaktyce A104010+2237. W momencie odkrycia miała maksymalną jasność 19,40m.